# Албу (волость)
А́лбу (ест. Albu vald) — волость в Естонії, одиниця самоврядування в повіті Ярвамаа з 22 квітня 1993 по 21 жовтня 2017 року.

## Географічні дані
Площа волості — 257 км2, чисельність населення на 1 січня 2017 року становила 1118 осіб.

## Населені пункти
Адміністративний центр — село Ярва-Мадізе.
На території волості розташовувалися 16 сіл (küla): Агула (Ahula), Аґері (Ageri), Албу (Albu), Ветепере (Vetepere), Каалепі (Kaalepi), Легтметса (Lehtmetsa), Минувере (Mõnuvere), Мяґеде (Mägede), Нейтла (Neitla), Орґметса (Orgmetsa), Пееду (Peedu), Пуллевере (Pullevere), Сейдла (Seidla), Соосалу (Soosalu), Суґалепа (Sugalepa), Ярва-Мадізе (Järva-Madise).

## Історія
22 квітня 1993 року волость Албу отримала статус самоврядування.
22 червня 2017 року Уряд Естонії постановою № 96 затвердив утворення нової адміністративної одиниці — волості Ярва — шляхом об'єднання територій семи волостей зі складу повіту Ярвамаа: Албу, Амбла, Імавере, Ярва-Яані, Кареда, Коеру та Койґі. Зміни в адміністративно-територіальному устрої, відповідно до постанови, мали набрати чинності з дня оголошення результатів виборів до волосної ради нового самоврядування.
15 жовтня 2017 року в Естонії відбулися вибори в органи місцевої влади. Утворення волості Ярва набуло чинності 21 жовтня 2017 року. Волость Албу вилучена з «Переліку адміністративних одиниць на території Естонії».

## Персоналії
- Антон Гансен Таммсааре (1878—1940) — естонський письменник, представник реалізму.